# Seña
Seña es una localidad del municipio de Limpias (Cantabria, España). En el año 2022 contaba con una población de 313 habitantes (INE). La localidad se encuentra a 220 m s. n. m., y está a 7 km de distancia de la capital municipal, Limpias.

## Historia
Hacia mediados del siglo XIX, el lugar aparece descrito en el decimocuarto volumen del Diccionario geográfico-estadístico-histórico de España y sus posesiones de Ultramar de Pascual Madoz con las siguientes palabras:

SEÑA: v. con ayunt, en la prov. y dióc. de Santander (6 leg.), part. jud. de Laredo (1), aud.. terr. y c. g. de Búrgos: SIT. en una eminencia de mas de 300 varas sobre el nivel del mar, desde la cual se descubren las agigantadas montañas y derrumbaderos de mas de 8 leg. en contorno: su clima es frio; sus enfermedades mas comunes dolores de cosdo y fiebres catarrales. Tiene 65 casas; la consistorial; igl. anejo de Laredo dedicada á San Pedro Advincula; una ermita (San Roque), y 2 fuentes de buenas aguas. Confina con Laredo, valle de Liendo y Limpias; en su térm. se encuen tra un cas. llamado Valles. El terreno es de ínfima calidad, Le fertilizan las aguas de varios arroyos que nacen en él. Hay 2 montes poblados de arbustos. Los caminos son locales y medianos: recibe la correspondencia de Laredo. prod, : maiz, alubias y pastos, cria ganado vacuno con especialidad. pobl, , riqueza y contr: (V. el cuadro sinóptico del part.). (Seña):
(Madoz, 1881, p. 172)

El municipio de Seña desapareció de cara al censo de España de 1877, al incorporarse al de Limpias.

## Demografía

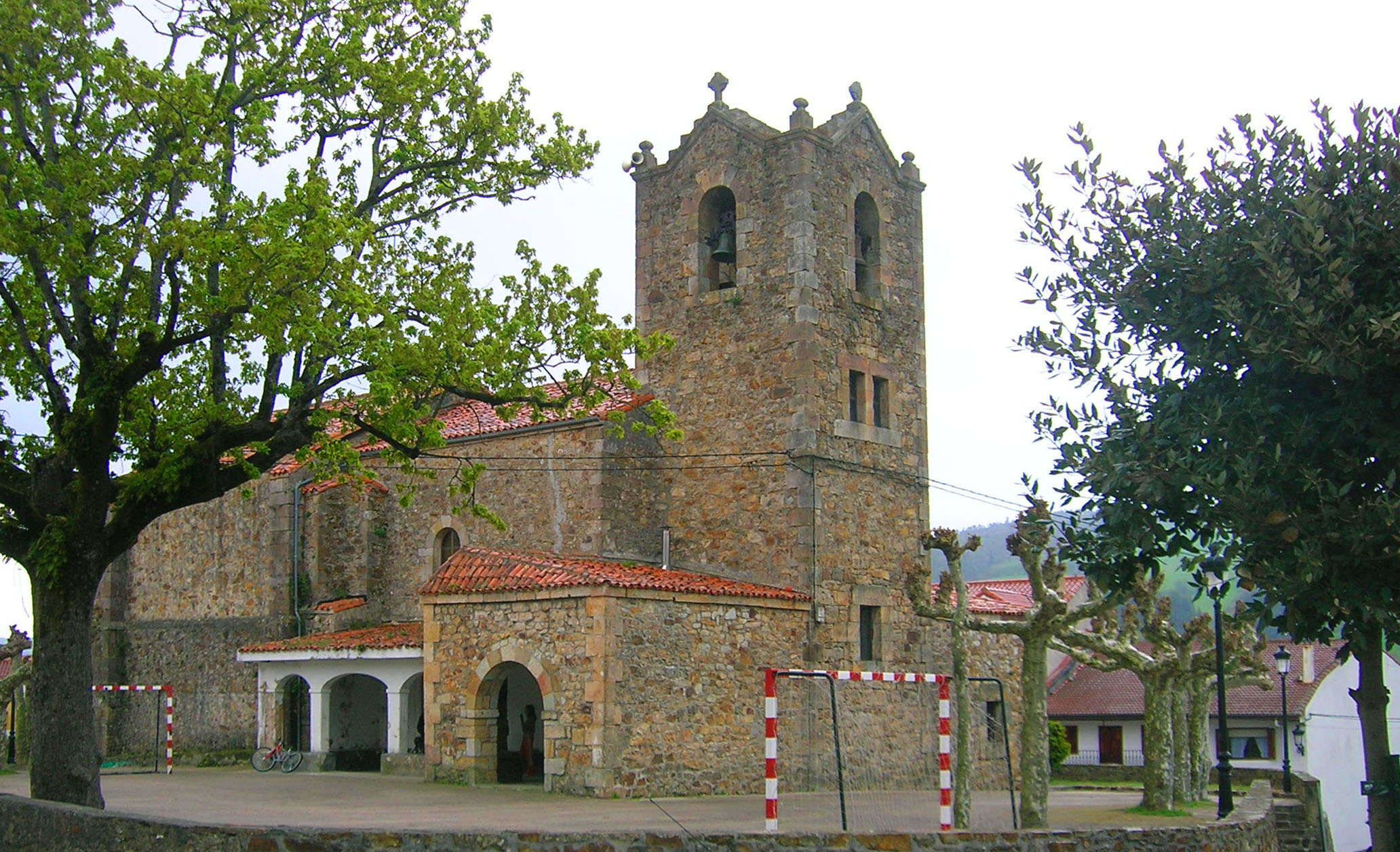
Iglesia de Seña

| Gráfica de evolución demográfica de Seña entre 1842 y 1860 |
| |
| Población de derecho según los censos de población del INE Población de hecho según los censos de población del INEEntre el censo de 1877 y el anterior, este municipio desaparece porque se integra en el municipio Limpias. |